# Intelsat 804
O Intelsat 804 foi um satélite de comunicação geoestacionário construído pela Lockheed Martin. Na maior parte de sua vida ele esteve localizado na posição orbital de 44 graus de longitude leste e era de propriedade da Intelsat, empresa sediada atualmente em Luxemburgo. O satélite foi baseado na plataforma AS-7000 e sua vida útil estimada era de 14 anos. O mesmo saiu de serviço em 14 de janeiro de 2005 às 22:32 UTC após sofrer uma falha e parar de funcionar.

## Lançamento
O satélite foi lançado com sucesso ao espaço no dia 22 de dezembro de 1997, às 00:16 UTC por meio de um veículo Ariane-42L H10-3 a partir do Centro Espacial de Kourou, na Guiana Francesa. Ele tinha uma massa de lançamento de 3245 kg.

## Capacidade
O Intelsat 804 era equipado com 38 transponders em banda C e 6 em banda Ku para fornecer comunicações de voz, dados e vídeo após ser colocado em 64 graus de longitude leste ao longo do Oceano Índico.

## Falha
O satélite acabou parando de funcionar após sofrer uma falha no sistema de energia no dia 14 de janeiro de 2005 às 22:32 UTC. Acredita-se que a interrupção estaria relacionado com o projeto da Série LM 7000 sob condições de descarga eletrostática.